# جريت نورثرن P-1
جريت نورثرن P-1 او القطار العظيم نورثرن P-1 (بالإنجليزية: Great Northern P-1) كان طرازًا من القاطرات البخارية صُمم لخدمة شركة السكك الحديدية جريت نورثرن في الولايات المتحدة. تم بناء 15 وحدة من هذا الطراز بواسطة شركة أمريكان لوكوموتيف (ALCO) في عام 1914، وكانت مرقمة من 1800 إلى 1814.

## التصميم
كانت القاطرات من طراز P-1 مصممة بترتيب عجلات 2-8-2 وفق نظام وايت (Whyte notation)، المعروف باسم "مايكايدو"، وكانت مخصصة لنقل البضائع الثقيلة عبر المسارات الجبلية الوعرة لشبكة السكك الحديدية جريت نورثرن.

## التعديلات
بحلول عام 1928، تم تحويل جميع قاطرات P-1 إلى فئة O-7، حيث تم تعديل ترتيب عجلاتها إلى 4-8-2 (Mountain type) لتحسين الأداء والاستقرار عند السرعات العالية. بعد عقود من الخدمة، أُلغيت جميع القاطرات لاحقًا، ولم تبق أي وحدة محفوظة حتى اليوم.